# Catoira
Catoira est une commune de la province de Pontevedra (en Galice, Espagne), appartenant à la comarque de Caldas.

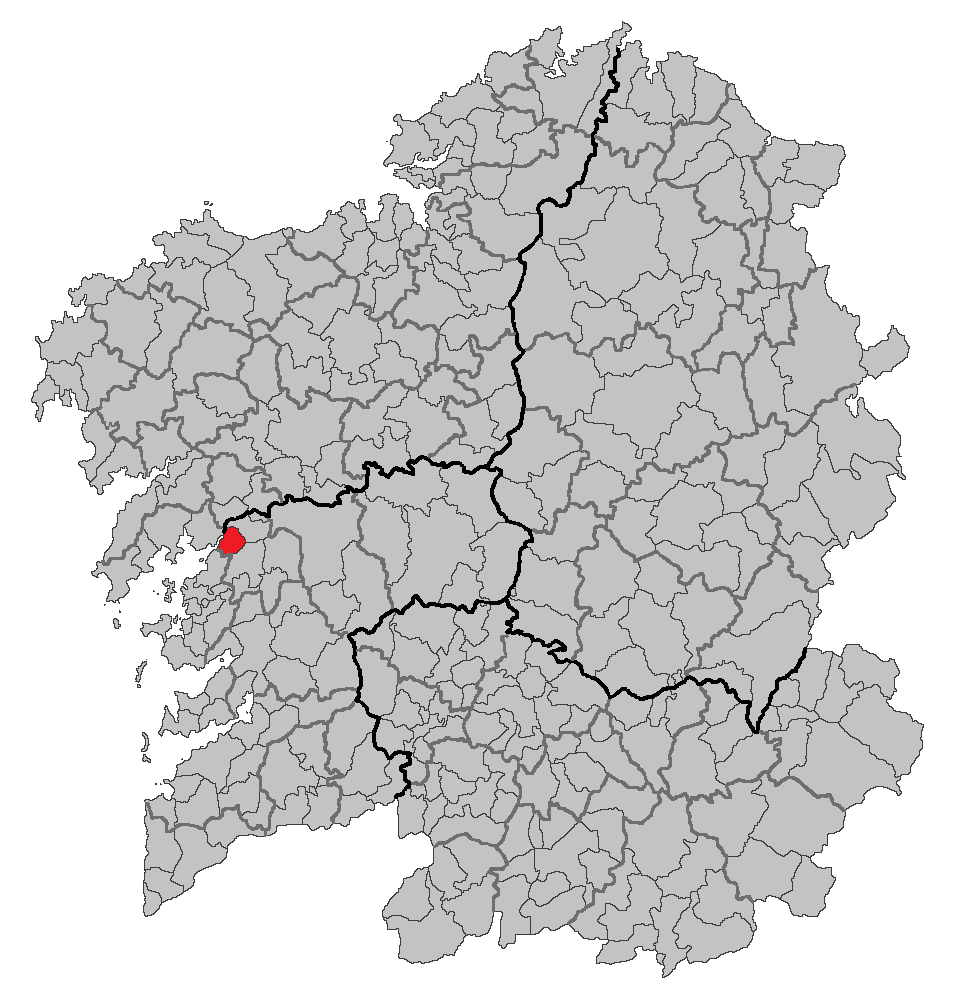
situation de Catoira

## Géographie
Catoira se trouve à 37 km de Saint-Jacques-de-Compostelle, à l’endroit même de l’embouchure de l’Ulla sur la Ria de Arosa.
La ville bénéficie de températures clémentes et d'un agréable climat pratiquement toute l'année.
Son paysage est formé de forêts denses, de marais et de plages fluviales.
La ville est divisée en 4 paroisses.
Communes limitrophes
Elle est limitrophe avec les communes de Rianxo, Valga, Caldas de Reis, Vilagarcía de Arousa et avec la rivière Ulla.

## Démographie
| 1990  | 1996  | 2001  | 2004  |
| ----- | ----- | ----- | ----- |
| 3 653 | 3 612 | 3 451 | 3 510 |

## Histoire

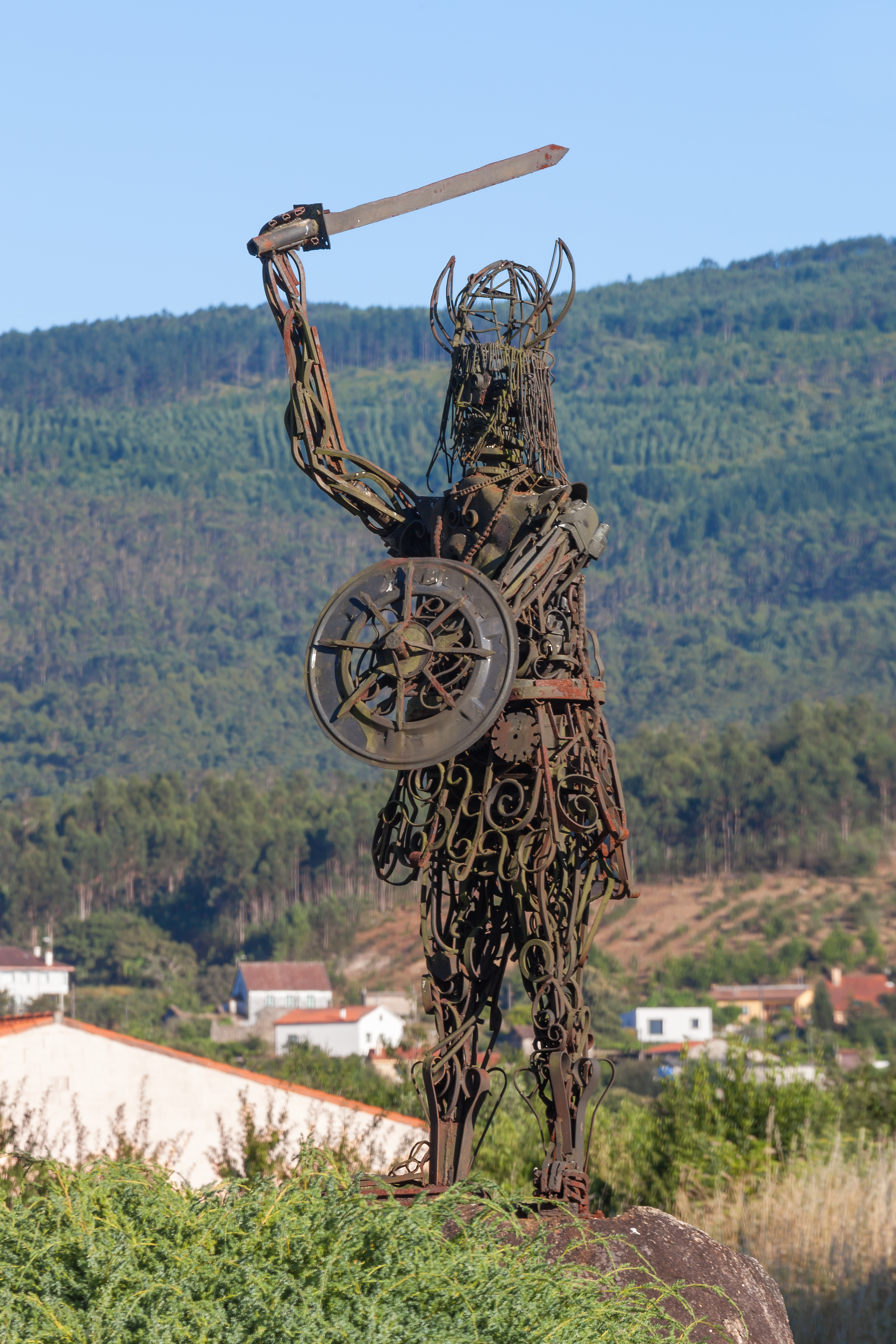
Statue qui commémore l'arrivée des Vikings à Catoira

Prise de la ville par les Vikings, il y a mille ans. Ensuite, fortifiée, la ville put résister aux attaques des armées normandes et des pirates sarrasins.

## Jumelage
- Frederikssund (Danemark)

## Lieux et monuments
- Tours de l’Ouest : ensemble fortifié, conçu au IXe siècle, intégré dans le système défensif de Saint-Jacques-de-Compostelle. Catoire fut pendant des siècles, l’une des forteresses défensives les plus inexpugnables de toute la Galice. À l’origine, la forteresse était composée de sept tours, mais on ne peut voir aujourd’hui les vestiges que de deux d’entre elles.
- Ermitage dédié à l’apôtre Saint-Jacques. La légende raconte que la dépouille fut transportée à travers la ville sur le chemin de Saint-Jacques.
- Catoira possède des exemples des trois types de moulins traditionnels.

## Évènements
Les fêtes les plus importantes sont :
- Le festival viking de Catoira (Déclarée d'intérêt touristique international)-1er dimanche d'août, reconstitue la prise de la ville par les Vikings, avec la réplique d'un bateau viking du XIIe siècle.
- les Fêtes patronales de San Antonio de Padoue -2e dimanche de juillet -, dans lesquelles a lieu la Festivité Gastronomique célèbre "da Solla".